# Jiangwan Zhen
Jiangwan Zhen (chiń. 江湾镇站) – stacja początkowa metra w Szanghaju, na linii 3. Zlokalizowana jest pomiędzy stacjami Yingao Xi Lu oraz Dabaishu. Została otwarta 26 grudnia 2000.